# Eremurus
Eremurus is een geslacht uit de affodilfamilie. De soorten komen voor in Centraal-Azië.

## Soorten
- Eremurus afghanicus
- Eremurus aitchisonii
- Eremurus alaicus
- Eremurus albertii
- Eremurus altaicus
- Eremurus ammophilus
- Eremurus anisopterus
- Eremurus azerbajdzhanicus
- Eremurus bactrianus
- Eremurus brachystemon
- Eremurus bucharicus
- Eremurus candidus
- Eremurus cappadocicus
- Eremurus chinensis
- †Eremurus chloranthus
- Eremurus comosus
- Eremurus cristatus
- Eremurus czatkalicus
- Eremurus dolichomischus
- Eremurus furseorum
- Eremurus fuscus
- Eremurus hilariae
- Eremurus himalaicus
- Eremurus hissaricus
- Eremurus iae
- Eremurus inderiensis
- Eremurus jungei
- Eremurus kaufmannii
- Eremurus kopet-daghensis
- Eremurus korovinii
- Eremurus korshinskyi
- Eremurus lachnostegius
- Eremurus lactiflorus
- Eremurus luteus
- Eremurus micranthus
- Eremurus nuratavicus
- Eremurus olgae
- Eremurus parviflorus
- Eremurus persicus
- Eremurus pubescens
- Eremurus rechingeri
- Eremurus regelii
- Eremurus robustus, gekweekt als Naald van Cleopatra
- Eremurus roseolus
- Eremurus saprjagajevii
- Eremurus soogdianus
- Eremurus spectabilis
- Eremurus stenophyllus
- Eremurus subalbiflorus
- Eremurus suworowii
- Eremurus tadshikorum
- Eremurus tauricus
- Eremurus thiodanthus
- Eremurus tianschanicus
- Eremurus turkestanicus
- Eremurus wallii
- Eremurus zangezuricus
- Eremurus zenaidae
- Eremurus zoae

... · 
Aloe (Aloë) · 
Asphodelus (Affodil) · 
Astroloba · 
Bulbine · 
Bulbinella · 
Chamaealoë · 
Chortolirion · 
Eremurus · 
Gasteria · 
Haworthia · 
Herpolirion · 
Jodrellia · 
Kniphofia · 
Lomatophyllum · 
Poellnitzia · 
Trachyandra · 
...